# Eulenhaus (Neuglobsow)

Fries Außenwand

Das Eulenhaus (erbaut zwischen 1905 und 1907) ist ein Jugendstilhaus in Neuglobsow am Stechlinsee.

## Geschichte
„Da darf man nicht knausern“ soll der Erbauer Georg Ludwig Meyn  (1859–1920), 1904 dem jungen Architekten Hauschtuk gesagt haben, als er dieses Sommerhaus plante. Durch eine Malschülerin war der Professor, Portraitmaler und Lehrer an der Berliner Kunstakademie mit seiner Frau, der Lehrerin Johanna Meyn, geb. Eins, auf Neuglobsow aufmerksam geworden. Im Moment der Vertragsunterzeichnung für den Bau rief eine Eule, woraufhin man das Haus so benannte. Trotz mancher Umbauten ist dieser Stil auch heute noch für das Haus bestimmend.       
Der Fries der spielenden Kinder an der Straßenseite des Hauses war Programm: hier sollten die Kinder des Malers bei Spiel und Spaß glückliche Sommer in der Natur verbringen. Die drei wurden begeisterte Anhänger von Hans Georg Meyer und den singenden „Roten Hähnen“ im Ort.

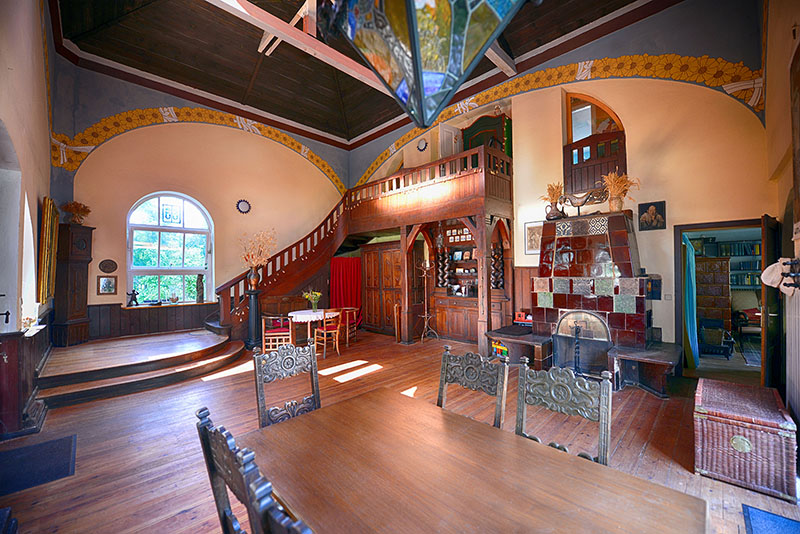
Innenraum

Georg Ludwig Meyn porträtierte zahlreiche Persönlichkeiten aus Kultur, Wirtschaft und Politik, darunter Friedrich Nietzsche, Geraldine Farrar, Frau von Klett-Cotta, Rudolph Virchow, Otto Erich Hartleben, Hans Schliepmann, Geo Plate und Kaiser Wilhelm II.
Das Eulenhaus wurde über Jahrzehnte ein kultureller Treffpunkt in Neuglobsow und weit darüber hinaus. Mit der Familie in Beziehung standen unter anderem der Dichter Cäsar Flaischlen („Hab Sonne im Herzen ob’s stürmt oder schneit“), der Schauspieler Josef Kainz, der Lyriker und Pazifist Armin T. Wegner, der Politiker, Dichter und Widerstandskämpfer Carlo Mierendorff. Sie alle waren zu Gast im Eulenhaus.

## Heute
Die heutigen Besitzer, Nachfahren des Malers, fühlen sich der Tradition dieses Hauses verpflichtet und führen sie in diesem Sinne fort.